# Serolella pagenstecheri
Serolella pagenstecheri är en kräftdjursart som först beskrevs av Pfeffer 1887.  Serolella pagenstecheri ingår i släktet Serolella och familjen Serolidae. Utöver nominatformen finns också underarten S. p. albida.